# Daniel Pavlović
Daniel Pavlović (bs [dǎniel pâːʋloʋitɕ]; n. 22 aprilie 1988) este un fotbalist profesionist bosniac care joacă pe postul de fundaș stânga pentru Perugia și echipa națională a Bosniei și Herțegovinei.

## Cariera pe echipe
Pavlovic a început și-a început cariera de fotbalist profesionist pentru SC Freiburg II și și-a petrecut primii ani la echipe de liga inferioară, cum ar fi FC Schaffhausen și 1. FC Kaiserslautern, până în 2010, când a semnat pentru Grasshopper. Pavlović și-a făcut un nume după ce a jucat pentru cel mai titrat club din Elveția, rămânând acolo timp de cinci sezoane, fiind căpitanul echipei în ultimul.
El a fost împrumutat timp de un an de nou-promovata Frosinone din Serie A în vara anului 2015.
În iulie 2016, Pavlovic a semnat un contract pe doi ani Sampdoria.
La 31 august 2017, Pavlović a fost împrumutat la Crotone.
După încheierea contractului de împrumut din iunie 2018, s-a întors la Sampdoria, însă nu i-a mai fost prelungit contractul.
La 21 martie 2019, Pavlovic a semnat cu echipa de Serie B Perugia până la 30 iunie 2019, cu o opțiune de prelungire pentru încă 2 sezoane.

## Cariera la națională
Pavlovic a jucat pentru Elveția, țara de naștere, la mai multe echipe tineret. Cu toate acestea, el a decis să reprezinte Bosnia și Herțegovina la nivel înalt și a primit aprobarea FIFA în decembrie 2016.
La 25 martie 2017, Pavlovic și-a făcut debutul internațional pentru Bosnia și Herțegovina într-o victorie convingătoare scor 5-0 asupra Gibraltarului.